# Christian Richardt
Ernst Christian Richardt, född 1831 och död 1892, var journalist och lärare innan han började arbeta som präst i Vemmetofte, där han senare avled. Han var även en psalmförfattare och finns representerad i danska Psalmebog for Kirke og Hjem.

## Psalmer
- Glad och oförfärad gå översättning av Altid frejdig, når du går, publicerad i Svenska Missionsförbundets sångbok 1920 som nr 628 under rubriken "Missionärens utsändning" och senare i Svenska missionsförbundets Sånger och psalmer, 1951 (nr 325) med fyra verser under rubriken "Troslivet. Kristen bekännelse och kamp."

Övriga danska psalmtitlar:
- Et kors det var det hårde, trange leje
- Du, som vejen er og livet
- Du, som freden mig forkynder

## Utmärkelser
- Riddare av Dannebrogorden,  1887[3]

[Redigera Wikidata]